# Giro della Provincia di Biella
Der Giro della Provincia di Biella ist ein Straßenradrennen für Männer in Italien.
Das Eintagesrennen wurde als Nachfolger der Trofeo Torino–Biella ins Leben gerufen. In der Anfangszeit war das Rennen mehrere Jahre bei der UCI registriert, ab Mitte der 2000er Jahre wurde es knapp 20 Jahre als Bestandteil des nationalen Kalenders in Italien ausgetragen. Seit der Saison 2024 steht das Rennen wieder im Rennkalender der UCI. Es gehört zur UCI Europe Tour und ist in die UCI-Kategorie 1.2 eingestuft.

## Palmarès
- 1997  Fabio Balzi
- 1998  Isidoro Colombo
- 1999  Alessandro Romio
- 2000  Mikhaylo Khalilov
- 2001  Massimiliano Martella
- 2002  Luca Solari
- 2003  Federico Berta
- 2004  Marco Osella
- 2005  Denis Shkarpeta
- 2007  Giuseppe De Maria
- 2008  Diego Ulissi
- 2009  Alessandro De Marchi
- 2010  Ricardo Pichetta
- 2011  Davide Busuito
- 2012  Niccolò Pacinotti
- 2013  David Per
- 2014  Yuri Colonna
- 2015  Edward Ravasi
- 2016  Edward Ravasi
- 2017  Luca Raggio
- 2018  Andrea Toniatti
- 2019  Yuri Colonna
- 2020–2021 - keine Austragung -
- 2022  Bastien Tronchon
- 2023  Egor Igoshev
- 2024  Florian Samuel Kajamini
- 2025  Kasper Andersen